# MOSEプロジェクト

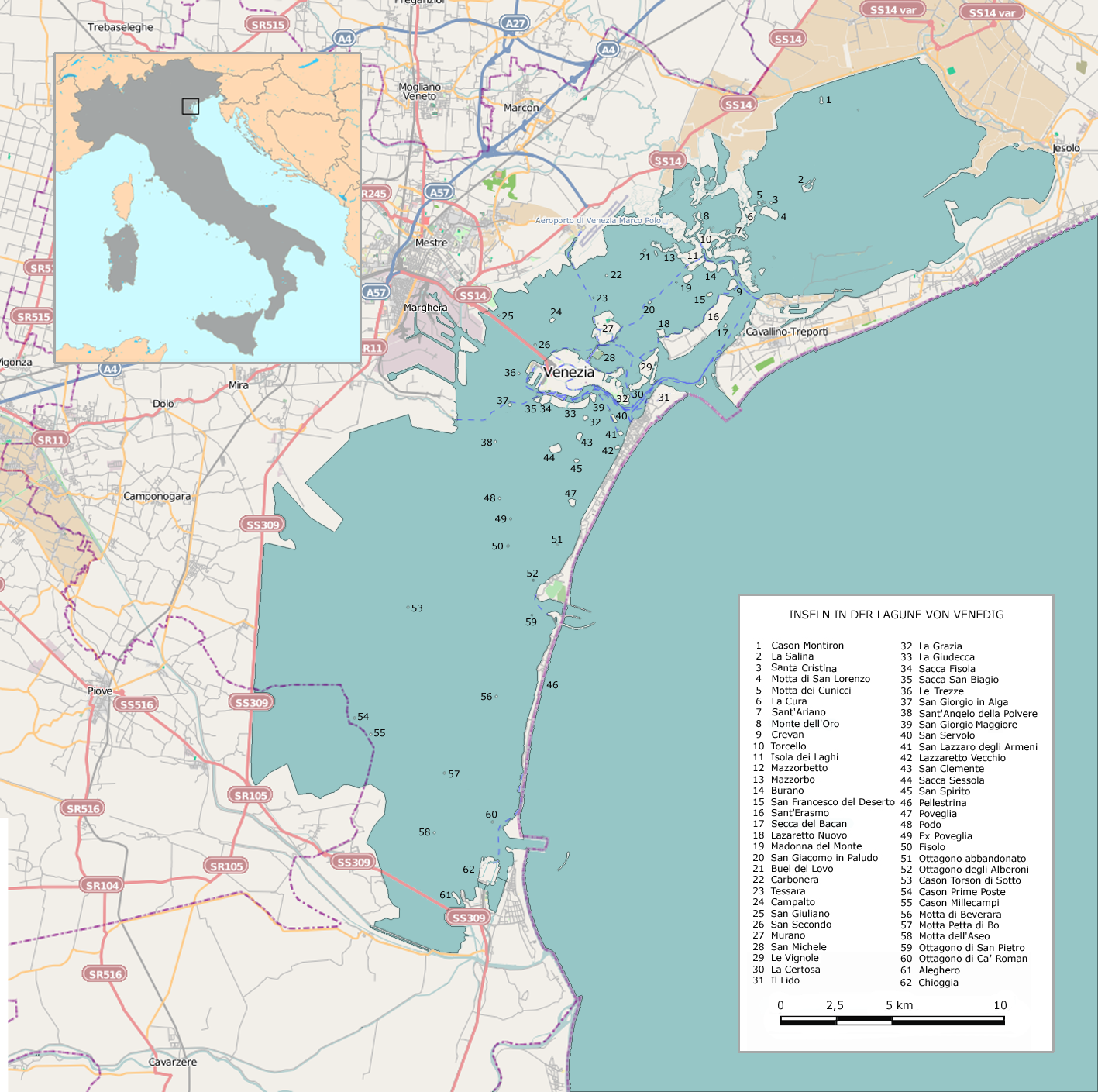
ヴェネタ潟の地図

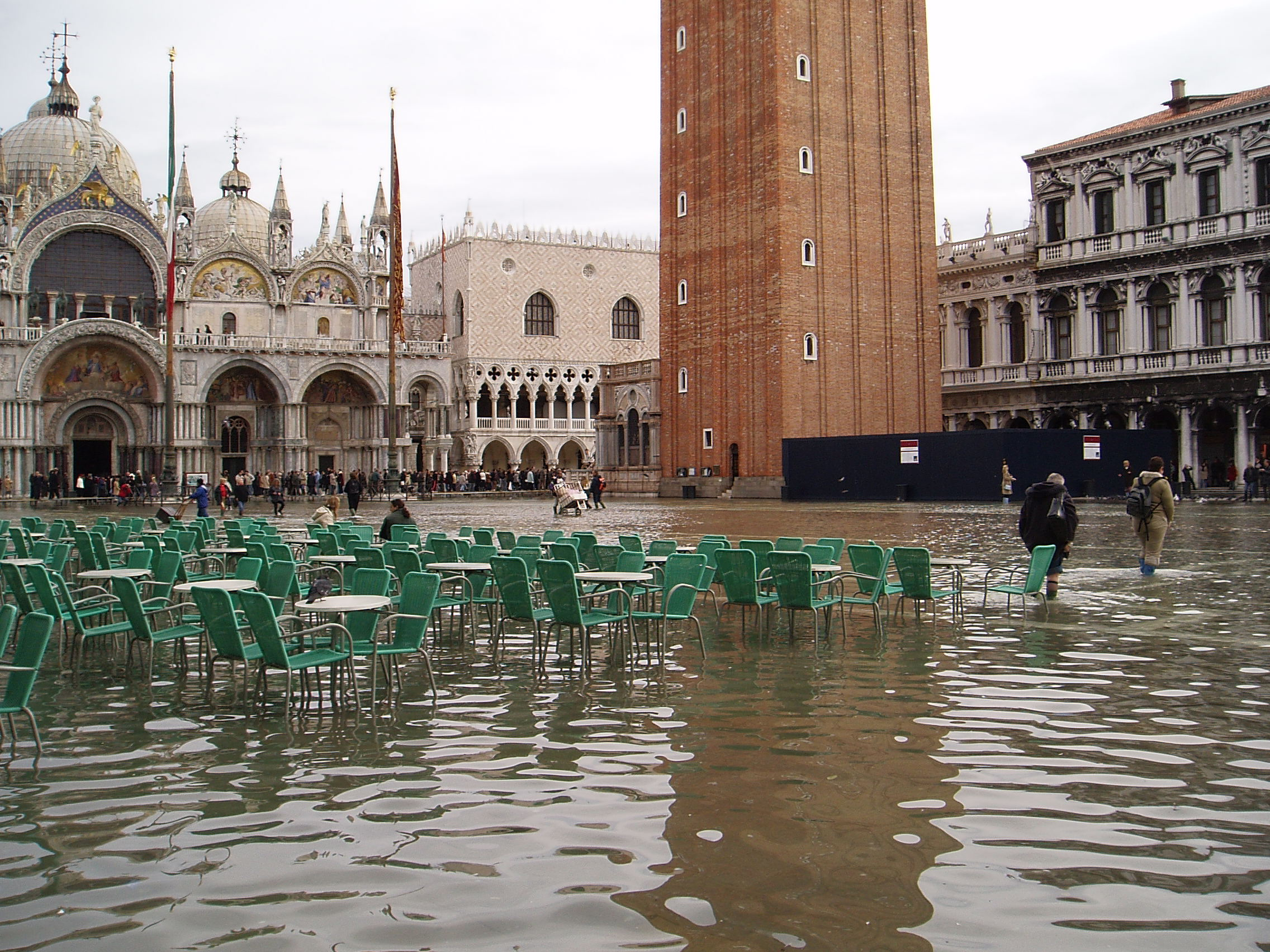
高潮時のサン・マルコ広場

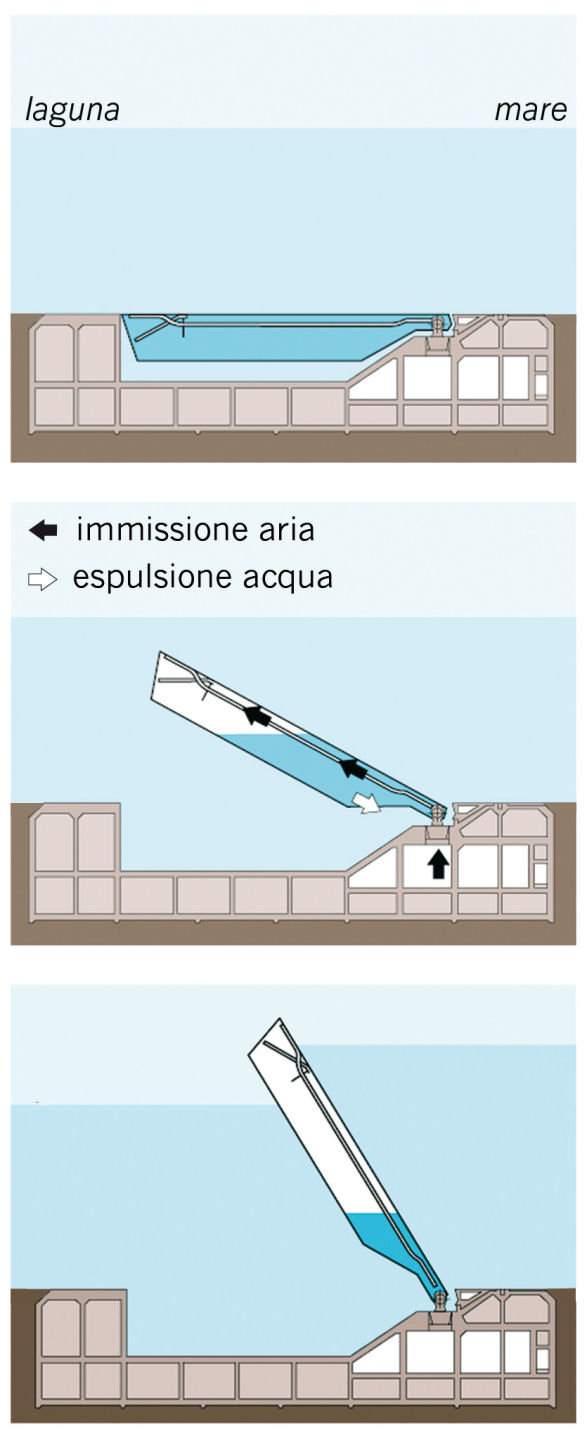
水門の動作原理

MOSEプロジェクト（MOdulo Sperimentale Elettromeccanico）とは、イタリアにある水の都ヴェネツィアで行われているヴェネタ潟の入り口を可動式の水門で制御してアックア・アルタ(高潮)に備える計画である。
最大3メートル（9.8フィート）の潮の満ち引きに対応する。
コスト上昇や汚職などのスキャンダルにより遅延が発生したが、2021年末までに完成予定。

## 名前
旧約聖書で海を分ける奇跡を起こしたモーセにちなむ。

## 性能
水門は別々に操作できるため、柔軟に対応可能で過去の事例（1966年ヴェネツィア浸水の 194 cm）より大きい高潮が起きても対応が可能な最大3メートルを想定している。
- 4つの可動式水門が置かれる。それぞれリド島の入り江2つ、マラモッコで1つ、キオッジャで1つ
- ゲートを上げるには30分、戻すのに15分かかる。

コントロールセンター
アルセナーレ・ディ・ヴェネツィアは、元海軍の造船所跡で歴史遺産となっていた。それらを復元し博物館としての機能と共に水門のコントロールセンター機能も追加された。

## 歴史
1980年代に設計され、2003年に開始されたが、当初の予想された建設費の3倍以上となっている。また、汚職などのスキャンダルにも悩まされ、数十人の職員が逮捕され、建設期間が延長されてきた。
- 1988年から1992年の間に、試作型が作られて研究が行われた。環境影響評価を経て、2002年に最終設計が行われた。2003年4月3日に設計が承認され建築が始まった。
- 2014年、市長 Giorgio Orsoni を含む35人が工事関連の汚職で逮捕[3]
- 環境保護団体、野鳥の保護団体などから批判と裁判が起こされている。EUで保護指定を受けている鳥の生息域に影響を及ぼす懸念から、2005年12月19 日、欧州委員会からの違反手続きが進められ、野鳥指令（79/409/EEC）に基づき生息地を守る対策が求められた。